# Tapira (Minas Gerais)
Tapira é um município do estado de Minas Gerais, no Brasil. Localiza-se a uma latitude 19º55'20" sul e a uma longitude 46º49'23" oeste, estando a uma altitude de 1 128 metros. Sua população recenseada em 2022 era de 4 118 habitantes. Possui uma área de 1 179,248 quilômetros quadrados.

## Topônimo
"Tapira" é um vocábulo derivado da língua tupi que significa "anta", através do termo tapi'ira.

## Turismo
Um desfile de carros de boi é realizado anualmente. Típica cidade do interior mineiro, Tapira mantém sua hospitalidade e suas tradições, como uma boa prosa na praça ou encontros em torno dos fogões a lenha. 
As cachoeiras dos Bandeirantes, dos Carlos e dos Perobas estão encravadas no meio da mata virgem. O município integra o circuito turístico da Canastra.

## História
Segundo o livro "A História de Tapira", escrito por Waldomiro Rosa de Oliveira, a memória de nosso Município confunde-se com a de Sacramento e Araxá, pois seu território está entre os núcleos que se formaram partindo de um ponto principal, que é Desemboque. O nome vem de tapir, que na linguagem indígena significa anta. Sua origem remonta aos idos de 1870, sendo considerado seu fundador Pedro Assunção e Souza, abastado fazendeiro. Também conhecido como "tio Pedro", Pedro Assunção levantou um cruzeiro em um morro da fazenda, com a ajuda de escravos e vizinhos - marco da fundação da cidade. Tapira tornou-se distrito em 1923, pertencendo ao município de Araxá e, em 1938, passou a pertencer ao município de Sacramento. Foi emancipada em 1962, instalando-se como município já no ano seguinte.
.

### História política
Abaixo, todos os Prefeitos que compuseram as 13 legislaturas da História de Tapira:
| INÍCIO DO MANDATO | FIM DO MANDATO | Prefeito                       |
| ----------------- | -------------- | ------------------------------ |
| 30/08/1963        | 31/01/1967     | Antenor Ferreira Goulart       |
| 31/01/1967        | 31/01/1971     | Geraldo Gomes de Menezes       |
| 31/01/1971        | 31/01/1973     | Lavater Pontes                 |
| 31/01/1973        | 31/01/1977     | Geraldo Gomes de Azevedo       |
| 31/01/1977        | 31/01/1983     | Divino Assunção e Souza        |
| 31/01/1983        | 31/12/1988     | Geraldo Gomes de Menezes       |
| 01/01/1989        | 31/12/1992     | Manoel Messias dos Santos      |
| 01/01/1993        | 31/12/1996     | Jairo Salerno                  |
| 01/01/1996        | 31/12/2000     | Lavater Pontes                 |
| 01/01/2001        | 31/12/2004     | Manoel Messias dos Santos      |
| 01/01/2005        | 31/12/2008     | Jeremias Raimundo Venâncio     |
| 01/01/2009        | 31/12/2016     | Lavater Pontes Júnior          |
| 01/01/2017        | 31/12/2020     | Liliane Machado Costa Venâncio |